# Casa de Selores
A Casa de Selores é uma residência classificada como Imóvel de Interesse Público, em 1977, localizada na freguesia portuguesa de Lavandeira, Beira Grande e Selores, no município de Carrazeda de Ansiães, no Distrito de Bragança.

## História
Antiga residência da família Morais, a Casa de Selores é formada por três corpos, de épocas distintas, remontando os dois mais antigos ao século XVII, e o central, ao século XVIII, numa linguagem arquitectónica que denota a transição do estilo maneirista para o barroco e o Rococó do século XVIII.
A casa segue o modelo das casas compridas, com planta regular, fachadas simétricas e equilibradas, entrada principal ao centro, e a capela numa das extremidades. A capela foi construída por iniciativa do Bispo do Porto, Frei Gonçalo de Morais (1602-1617), e destinava-se aos seus pais e ao seu irmão António de Morais, cuja sepultura se encontra no interior do templo. A capela apresenta o brasão dos Morais, com uma cruz e as seis borlas alusivas à sua dignidade episcopal. No extremo oposto, o corpo da casa se destaca pela varanda alpendrada suportada por colunas salomónicas e alguns elementos da transição para o barroco. O outro brasão tem as armas das famílias Morais, Mesquita, Vieira e Azevedo.